# 三塚新司
三塚 新司（みつづか しんじ、1974年（50 - 51歳） - ）は、長野県出身の芸術家。
スキーパトロール、ライフガード、自転車便などを経て、1999年に東京芸術大学美術学部先端芸術表現科へ一期生として入学。在学中より子供番組の放送作家として映像関係の仕事に携わる。その後、雑誌編集者、テレビ局ディレクターを経て、2018年より作品の発表を始め「疑問の疑問」「META 疑問」に基づいた作品として、巨大なバナナの皮の作品を制作する。

## 経歴
- 2003年 - 東京藝術大学美術学部先端芸術表現科卒業
- 2018年
  - 池袋アートギャザリング　IAG AWARDS 2018　準IAG賞受賞
  - Independent Tokyo 2018 入賞 審査員特別賞受賞
- 2019年 - スパイラル　SICF20
- 2020年 - 公募展　UNKNOWN ASIA  2020　審査員賞受賞
- 2021年
  - 神奈川県美術展　県議会議長賞受賞
  - スパイラル　SICF22
- 2022年
  - 岡本太郎現代芸術賞展 岡本敏子賞受賞 オーディエンス賞受賞
  - 銀座三越 Art Fair GINZA tagboat x MITSUKOSHI
- 2023年
  - 岡本太郎記念館　第25回 敏子賞受賞者特別展示
  - 個展「誰がバナナを食べたのか?」@GALLERY SCENA. by SHUKADO
  - 銀座三越 Art Fair GINZA tagboat x MITSUKOSHI
  - 経済産業省 地域経済政策事業「ハマカルアートプロジェクト」採択
- 2024年 - スパイラル　SICF25

## 作品
- 『予言者　進歩と調和』（2023年）[2]